# Ungehorsam (2017)
Ungehorsam (Originaltitel Disobedience) ist ein britisch-irisch-US-amerikanisches Filmdrama von Sebastián Lelio, das am 9. September 2017 auf dem Toronto International Film Festival Premiere feierte. Der Film basiert auf einem gleichnamigen Roman von Naomi Alderman und wurde am 6. September 2018 in Deutschland auf DVD und BluRay veröffentlicht.

## Handlung
Ronit Krushka entstammt einer orthodoxen jüdischen Familie aus London, lebt aber allein als Fotografin in New York. Sie gilt als das „schwarze Schaf“ der Familie. Als ihr Vater, ein verehrter Rabbi, während einer Predigt zusammenbricht und kurz darauf stirbt, kehrt Ronit für die Trauerfeierlichkeiten nach London zurück. Während der Schiv’a erfährt sie, dass Dovid Kuperman, der für ihren Vater wie ein spiritueller Sohn war, ihre Jugendfreundin Esti geheiratet hat. Er soll dessen Nachfolge als Rabbi in der Gemeinde antreten. Mit Esti, die als Lehrerin arbeitet, verband Ronit eine Teenager-Romanze.
Als Ronit ihren Onkel Moshe Hartog aufsucht, um mit ihm über die Erbverteilung zu sprechen, erfährt sie, dass ihr Vater seinen gesamten Besitz, inklusive seinem Haus, der örtlichen Synagoge vermacht hat. Moshe übergibt seiner Nichte die Hausschlüssel, damit sie ihre alten Sachen, die sie vor ihrem Umzug in die Vereinigten Staaten nicht mitgenommen hatte, abholen kann. Auf dem Weg dorthin trifft sie auf Esti, die sie in das Haus begleitet. Nachdem sich die beiden in dem Haus umgesehen und in Erinnerungen an ihre gemeinsame Jugend geschwelgt haben, geht Esti auf Ronit zu und küsst sie.
Auf dem Nachhauseweg gesteht Esti, dass sie Frauen liebt und in ihrer Ehe mit Dovid nicht glücklich ist, aber aufgrund eines Rates von Rabbi Krushka und ihrer Religiosität dieses Leben gewählt hat. Sie und Ronit hatten nie wieder eine Beziehung zu anderen Frauen; allerdings wird angedeutet, dass Ronit bisexuell ist, da sie am Anfang des Films einen One-Night-Stand mit einem Mann hat. Die beiden gehen in den Park, in dem sie ihren ersten Kuss hatten. Als sie miteinander Zärtlichkeiten austauschen, werden sie von einem Paar aus der Nachbarschaft entdeckt. Esti kann unerkannt weglaufen, aber das Paar hegt den Verdacht, dass Ronit und Esti eine Affäre haben, was Ronit bestreitet.
Am nächsten Tag wird Esti ins Büro der Schuldirektorin gerufen, da sich das Paar über sie und Ronit beschwert hat. Auf der Straße trifft sie Ronit, die bald zurück nach New York fliegen wird. Sie gehen in ein Hotel und geben sich einem leidenschaftlichen Liebesspiel hin, das in starkem Kontrast zu Estis einmal wöchentlich stattfindendem Geschlechtsverkehr mit Dovid steht. Bald darauf gesteht Esti ihrem Mann die Affäre. Sie teilt ihm zudem mit, dass sie schwanger ist, und verlangt von ihm, ihr die Freiheit zu geben. 
Bei Rabbi Krushkas Totengedenken soll Dovid die Trauerrede halten. Er legt jedoch sein Manuskript weg und nimmt auf die Predigt Bezug, während der der alte Rabbi zusammenbrach. In dieser ging es um die Bedeutung des freien Willens. Dovid gesteht seiner Ehefrau die Freiheit zu, die sie sich gewünscht hatte, und lehnt es ab, die Aufgaben des verstorbenen Rabbis zu übernehmen.
Am nächsten Tag steigt Ronit in ein Taxi zum Flughafen. Esti küsst sie zum Abschied, und Ronit wünscht ihr alles Gute. Esti wird ihr Leben in die eigene Hand nehmen und ihr Kind außerhalb der Gemeinde aufziehen. Sie versprechen einander, in Kontakt zu bleiben.
Ronit erweist ihrem Vater an seinem Grab die letzte Ehre, bevor sie zurück nach Hause fliegt.

## Produktion
Der Film basiert auf dem Roman Disobedience: a novel von Naomi Alderman aus dem Jahr 2006, der im folgenden Jahr unter dem Titel Ungehorsam in einer deutschen Übersetzung von Christiane Buchner und Miriam Mandelkow im Berlin-Verlag veröffentlicht wurde.
Regie führte Sebastián Lelio, der gemeinsam mit Rebecca Lenkiewicz auch Aldermans Roman für den Film adaptierte. Die Filmmusik wurde von Matthew Herbert komponiert. Der Soundtrack zum Film, der insgesamt 21 Musikstücke umfasst, wurde am 27. April 2018 von Varese Sarabande als Download veröffentlicht.
Der Film feierte am 9. September 2017 im Rahmen des Toronto International Film Festivals Premiere. Ab 24. April 2018 wurde der Film auf dem Tribeca Film Festival in der Sektion Spotlight gezeigt, bevor er in der gleichen Woche in die US-amerikanischen Kinos kam. In Großbritannien wurde der Film am 4. Mai 2018 von Curzon Artificial Eye in die Kinos gebracht. Im Juni 2018 wurde der Film beim Sydney Film Festival gezeigt. In Deutschland wird er am 6. September 2018 auf BluRay veröffentlicht.

## Rezeption

### Altersfreigabe

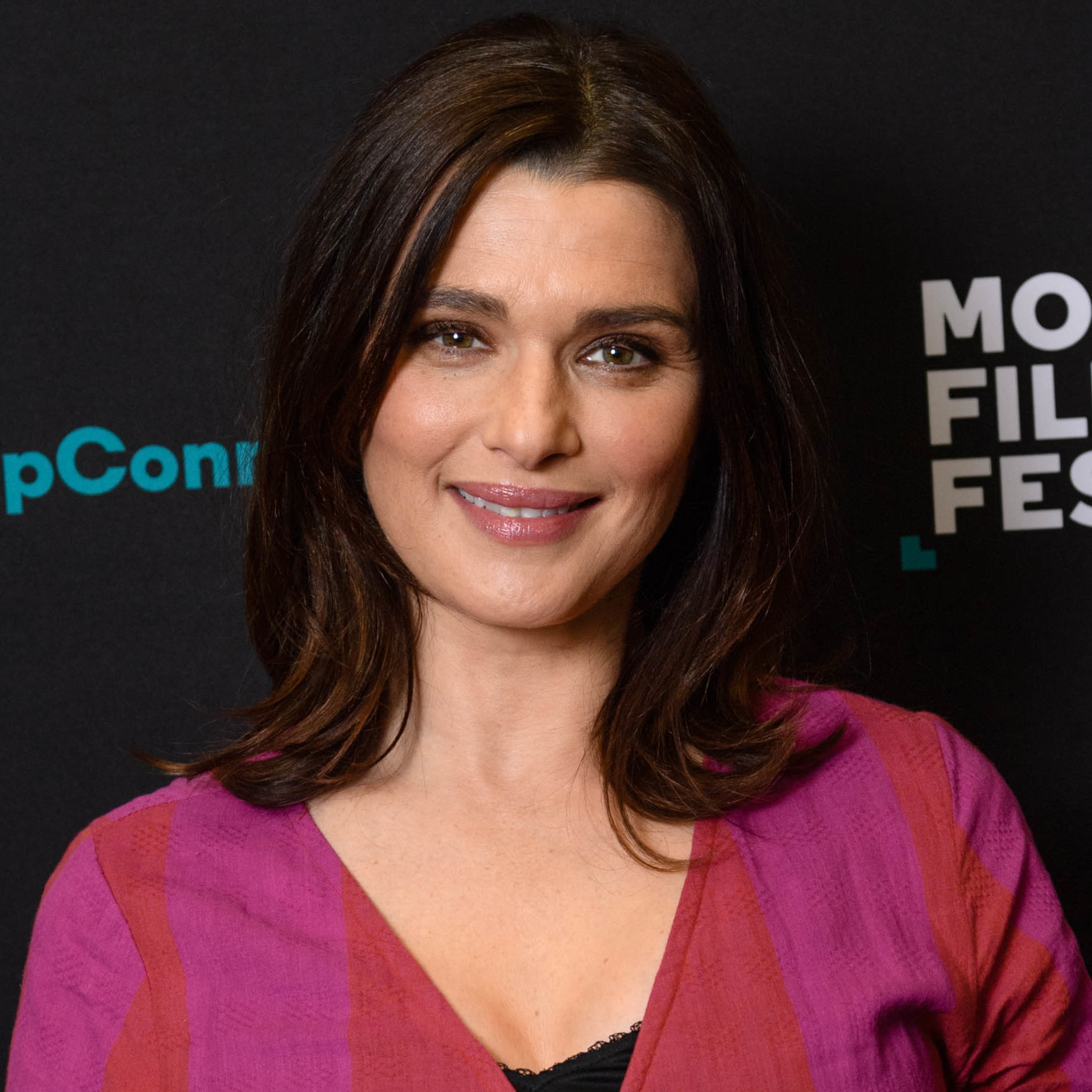
Rachel Weisz beim Montclair Film Festival im April 2018

In den USA erhielt der Film von der MPAA ein R-Rating, was einer Freigabe ab 17 Jahren entspricht. In Deutschland wurde der Film von der FSK ohne Altersbeschränkung freigegeben.

### Kritiken
Bei Rotten Tomatoes bewerteten 84 Prozent der dort erfassten Kritiker den Film positiv; er erhielt eine durchschnittliche Bewertung von 7,2 der möglichen 10 Punkte.
David Rooney von The Hollywood Reporter meint, mit den hervorragenden Schauspielern Rachel Weisz, Rachel McAdams und Alessandro Nivola als die Personen in einer melancholischen Dreiecksbeziehung sei Disobedience ein tieffühlendes und ergreifendes Filmdrama.

## Synchronisation
Die Synchronisation des Films wurde bei der VSI Synchron nach einem Dialogbuch von Sigrid Scheurer unter der Dialogregie von Christoph Seeger erstellt.
| Rolle              | Schauspieler       | Synchronsprecher     |
| ------------------ | ------------------ | -------------------- |
| Ronit Krushka      | Rachel Weisz       | Bettina Weiß         |
| Esti Kuperman      | Rachel McAdams     | Ranja Bonalana       |
| Dovid Kuperman     | Alessandro Nivola  | Jaron Löwenberg      |
| Rav Krushka        | Anton Lesser       | Hanns Jörg Krumpholz |
| Miss Scheinberg    | Cara Horgan        | Jelena Baack         |
| Lev                | Mark Stobbart      | Christian Holdt      |
| Claudia            | Sophia Brown       | Cornelia Waibel      |
| Levi               | Dominic Applewhite |                      |
| Sam                | Adam Lazarus       |                      |
| Fruma Hartog       | Bernice Stegers    | Karin Grüger         |
| Moshe Hartog       | Allan Corduner     | Bernd Vollbrecht     |
| Rabbiner Goldfarb  | Nicholas Woodeson  | Uli Krohm            |
| Rebbetzin Goldfarb | Liza Sadovy        | Almut Zydra          |
| Hinda              | Clara Francis      | Cornelia Waibel      |
| Lev                | Mark Stobbart      | Christian Holdt      |
| Rivka              | Alexis Zegerman    | Gundi Eberhard       |
| Hannah Shapiro     | Caroline Gruber    | Carmen Katt          |